# Ailigandí

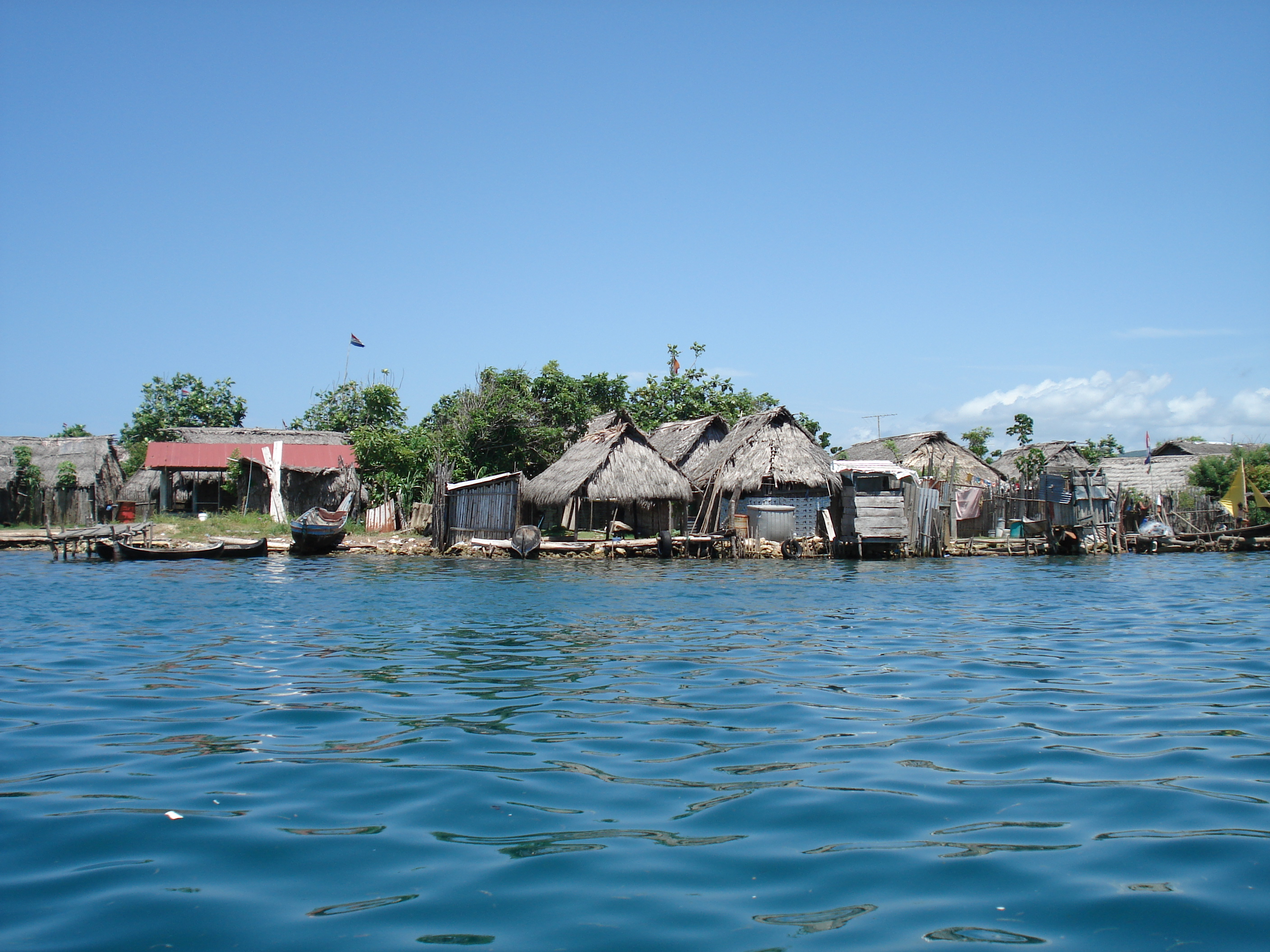

Ailigandí est une île et l'une des quatre communes de la région indigène panaméenne de Guna Yala.

## Situation
Le corregimiento de Ailigandí comptait 11 644 habitants en 2010 et une superficie 821,5 km2,.
La ville de Ailigandí qui compte 1 652 habitants en 2013 est situé sur l'île d'Ailigandí à 3 mètres d'altitude.
La plus grande ville la plus proche est Ustupo, située à 15,5 km au sud-est d'Ailigandí.

## Géographie
La terre autour d'Ailigandí est assez variée. Au nord-est, la mer est la plus proche d'Ailigandí. Le point culminant de la région, situé à 9 km au sud-ouest d'Ailigandí, est de 632 mètres.
Il y a environ 12 personnes par kilomètre carré dans la région.
La zone autour d'Ailigandí est presque boisée.

## Climat
La température moyenne est de 22°C. Le mois le plus chaud est le mois de janvier, à 23°C, et le mois de mai le plus froid, à 22°C.
La pluviométrie moyenne est de 3 682 millimètres par an. Le mois le plus humide est le mois d'août, avec 550 millimètres de pluie, et le mois de février le plus sec, avec 30 millimètres.